# 華坪條鰍
華坪條鰍（學名：Nemacheilus huapingensis）為輻鰭魚綱鯉形目條鰍科條鰍屬的其中一種。分布於亞洲中國雲南省麗江市華坪縣淡水流域，棲息在礫石底質的河川底層水域，生活習性不明。

## 扩展阅读
維基物種上的相關：華坪條鰍